# Katrin Lux
Katrin Lux (* 25. März 1980 als Katrin Ritt in Kirchdorf an der Krems, Oberösterreich) ist eine österreichische Schauspielerin.

## Leben
Bereits mit 16 Jahren arbeitete Katrin Ritt als Model. Bevor sie sich der Schauspielerei widmete, machte sie auf Wunsch ihrer Eltern eine Berufsausbildung zur Bürokauffrau. 1998 wurde sie aus 3.000 Bewerberinnen für den Film Preis der Unschuld für die Hauptrolle gecastet. Unter Anleitung von Gabrielle Scharnitzky absolvierte sie die Performing Arts School und danach 1999 in Los Angeles einen Hollywood Acting Workshop.
Weiters erhielt sie privaten Schauspiel- und Gesangsunterricht, letzteren bei Klaus Ofczarek (Klassik) und Ruth Hohmann (Jazz).
Ritt spielte in Filmen und Serien wie Tatort, Preis der Unschuld, Die Strandclique, Unter weißen Segeln, Hanna – Folge deinem Herzen u. a. Von 2005 bis 2011 verkörperte sie in knapp 300 Folgen, mit einer Unterbrechung, die Yasemin Garcia in der Fernsehserie Marienhof. Zwischen August 2013 und November 2021 war sie in der Serie Dahoam is Dahoam im Bayerischen Fernsehen als Köchin Fanny Lechner zu sehen.
Im Dezember 2003 heiratete Katrin Ritt. Am 18. Februar 2008 brachte sie eine Tochter zur Welt.
Im August 2013 heiratete sie ein zweites Mal und heißt seitdem Katrin Lux. Sie lebt mit ihrem Mann in Deutschland.

## Filmografie (Auswahl)
- 1998: Lieselotte (Fernsehfilm)
- 1999: Preis der Unschuld (als Maria Berger)
- 1999: Medicopter 117 – Jedes Leben zählt – Unter Verdacht
- 1999: Schlosshotel Orth – Außer Konkurrenz
- 2000: Club der starken Frauen – Die rote Meile (2 Episoden)
- 2001: SOKO Kitzbühel – Tod bei Tisch
- 2001: Reise des Herzens (TV-Film)
- 2001: Anwalt des Herzens (TV-Film)
- 2002: Die Strandclique (6 Episoden)
- 2002: Dolce Vita & Co – Die Band
- 2003: Für alle Fälle Stefanie (3 Episoden)
- 2004: Tatort – Tod unter der Orgel
- 2004: Der Landarzt – Zwei gute Freunde
- 2004: Tatort – Tödliche Tagung
- 2004: Familie auf Bestellung (TV-Film)
- 2004: Beauty Queen – Der Traumfuß
- 2005: Unter weißen Segeln – Abschiedsvorstellung
- 2005–2011: Marienhof
- 2009: Lilly Schönauer – Paulas Traum
- 2010: SOKO 5113 – Schmarotzer
- 2012: Die Rosenheim-Cops – Der große Preis von Rosenheim
- 2013: SOKO 5113 – Große Jungs
- 2014: SOKO 5113 – Auf Abwegen
- 2016: Dahoam is Dahoam – Der Weihnachtsalarm
- 2016: SOKO Donau – Stiller Abgang
- 2017: SOKO Kitzbühel – Hexenjagd
- 2017: Hubert und Staller – Das letzte Kapitel
- 2020: Der Alte – Chancenlos
- 2022: Der Bergdoktor – Spiel mit dem Feuer
- 2023: Schnee (Fernsehserie)
- 2023: Polizeiruf 110: Little Boxes
- 2023: Weihnachtspäckchen ... haben alle zu tragen
- 2024: What a Feeling
- 2024: SOKO Linz – Schmutziges Wasser (Fernsehserie)
- 2024: Die Rosenheim-Cops – Ganz schön vermessen
- 2024: Ein Sommer an der Cote d'Azur
- 2025: Alpentod – Ein Bergland-Krimi: Gemeinsame Ziele (Fernsehreihe)

## Publikationen
- Mild & Wild – Mit Katrin Lux durchs Mostviertel, 2016, ISBN 978-3-942194-20-4